# Ärkebiskopsdömet Riga
Artikeln behandlar det medeltida furstärkebiskopsdömet. För nuvarande kyrkliga stift, se Riga evangelisk-lutherska ärkestift och Riga romersk-katolska ärkestift.
Ärkebiskopsdömet Riga var ett romerskt-katolskt furstbiskopsdöme i det medeltida Livland (Terra Mariana). 
Ett biskopssäte grundades 1186 i Yxkull och lydde från 1188 under Bremens ärkestift. Första biskop av Livland blev augustinermunken Meinard. Omkring år 1201 lät den nyutnämnde biskopen av Livland, Albert von Buxthoeven (omkr. 1165–1229), flytta biskopssätet till Riga, och 1202 grundade han även Svärdsriddarorden som under början av 1200-talet genom korståg utökade det tyska kristnade territoriet till att så småningom omfatta större delen av dagens Baltikum. Biskopsdömet blev år 1207 förläning under Tysk-romerska riket och från 1224 upphöjdes biskoparna till riksfurstar. Samtidigt tvingades Albert acceptera att staden Riga fick ett ökat oberoende, med rätt att välja ett eget råd och undantag från ärkebiskopens beskattningsrätt. 
År 1255 frigjordes biskopsdömet Riga från Bremens ärkestift genom att istället upphöjas till ett nytt ärkebiskopsdöme, med biskoparna av Dorpat, Ermland, Kulm, Kurland, Ösel-Wiek, Pomesanien och Samland som suffraganbiskopar. Från 1330 kom dock Livländska orden att inom den tyska ordensstaten överta den ledande politiska rollen i Livland, medan ärkebiskoparna behöll sitt andliga oberoende. 
Den siste ärkebiskopen, Vilhelm av Brandenburg-Ansbach (1498–1563), avsattes i samband med den lutherska reformationen i Riga 1561. Vid samma tid omvandlades den tyska ordensstaten i Livland till en vasallstat under Polen-Litauen, som del av Storhertigdömet Litauen. Staden Riga kom att i ytterligare tjugo år förbli en oberoende fri riksstad inom Tysk-romerska riket, innan även den införlivades i Polen-Litauen.

## Ärkebiskopar i Riga 1255–1561
- Albert Suerbeer, 1245–1273
- Johannes von Lune, Johannes I, 1273–1284
- Johannes von Vechten, Johannes II, 1285–1294
- Johannes von Schwerin, Johannes III, 1294–1300
- Isarnus, 1300–1302, ärkebiskop i Lund (1302–1310)
- Jens Grand, 1303–1310 (titulärt, kom aldrig till Riga), ärkebiskop i Lund (1289–1302), furstärkebiskop i Bremen (1310–1327)
- Friedrich von Pernstein, 1304–22 mars 1341
- Engelbert von Dolen, 1341–3 september 1347
- Fromhold von Vifhusen, 1348–28 december 1369
- Siegfried von Blomberg, 1370–30 juni 1374
- Johannes Walteri von Sinten, Johannes IV, 1374–24 september 1393
- Johannes von Wallenrode, Johannes V, 1393–1418
- Johannes Ambundi, Johannes VI, 1418–1424 [1]
- Henning Scharpenberg, 1424–5 april 1448
- Silvester Stodewescher, 1448–12 juli 1479
- Sede vacante (ämbetet ledigt), 1479–1484
- Michael Hildebrand, 1484–5 februari 1509
- Jasper Linde, 1509–29 juni 1524
- Johannes Blankenfeld, Johannes VII, 1524–1527
- Thomas Schöning, 1528–11 augusti 1539
- Vilhelm av Brandenburg-Ansbach, 1539–1563